# Brigetta Barrett
Brigetta Barrett (Westchester, 24 de dezembro de 1990) é uma atleta norte-americana, especialista no salto em altura.
Nos Jogos Olímpicos de Londres 2012 obteve a medalha de prata. e a mesma medalha no ano seguinte, no Campeonato Mundial de Moscou 2013.